# فيليب بويفن
فيليب بويفن (بالفرنسية: Philippe Boivin)‏ هو منتج راديو ‏ وملحن فرنسي، ولد في 1954 في متز في فرنسا.